# 완도항
완도항(莞島港)은 전라남도 완도군 완도읍의 항구이다. 1975년 8월, 2종항으로 지정된 이래로 1981년 1월 무역항으로 승격되었다. 2011년에는 전라남도에서 10억을 투입하여 부잔교, 안내전광판 등을 정비하고 완도항 쾌속선 접안시설 등의 확충을 결정하였다.